# Psednos melanocephalus
Psednos melanocephalus és una espècie de peix pertanyent a la família dels lipàrids.

## Descripció
- La femella fa 4,8 cm de llargària màxima.
- Nombre de vèrtebres: 43.[5]

## Hàbitat
És un peix marí i batidemersal que viu entre 0-3.172 m de fondària.

## Distribució geogràfica
Es troba a l'Atlàntic nord-occidental: el sud de Groenlàndia.

## Observacions
És inofensiu per als humans.